# Elmers End

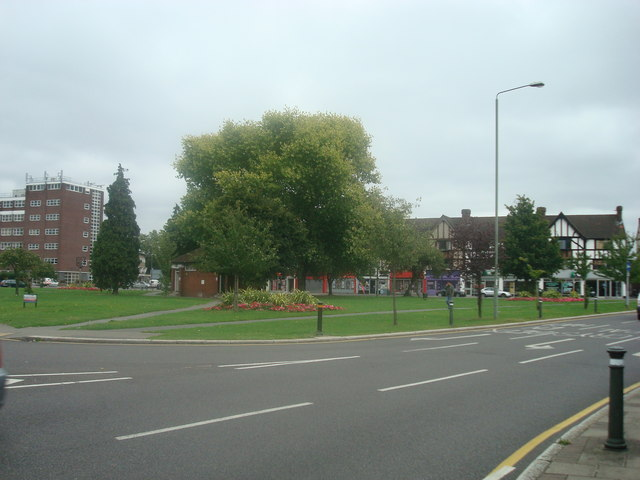
LElmers End Green.

Elmers End è una località nel Distretto di Bromley, Inghilterra. Ha un grande spazio verde nel centro di una rotonda e molto vicina alla stazione omonima è situato il campo di spandimento i cui resti sono ancora visibili. Il depuratore sembra essere stato contaminato da metalli pesanti ed era quindi inadatto per le abitazioni.
Ci sono due ipotesi principali sull'origine del nome Elmers End. La più avventurosa vuole che un bandito di nome Elmer fosse stato impiccato all'incrocio delle strade facendolo diventare "Elmer's end" (la fine di Elmer). L'altra, più storicamente probabile è che l'area fosse di olmi (elm in inglese). 
Il campo di spandimento è diventato il Parco della Contea di South Norwood ma molti abitanti ancora lo chiamano "il campo di spandimento" (the sewage farm). Il parco ricade sotto la giurisdizione del Distretto di Croydon. 
La vecchia area industriale, situata a sud-est della ferrovia è stata in gran parte chiusa. Ospita ora un negozio Tesco. Rimane ancora in attività la fabbrica di vernici.  
La Stazione di Elmers End è il capolinea del tram per Croydon ed è una delle fermate della tratta ferroviaria tra Charing Cross e Hayes (Bromley).

## Località confinanti con Elmers End
- Beckenham
- Anerley
- Shirley
- Addiscombe
- West Wickham
- Eden Park

## Stazioni più vicine
- Stazione di Elmers End
- Stazione di Birkbeck
- Stazione ferroviaria di Eden Park
- Stazione ferroviaria di Clock House